# Maria (Lalla Romano)
Maria è un romanzo di Lalla Romano pubblicato nel 1953 dalla casa editrice Einaudi. Vinse il Premio Internazionale Veillon a Lugano nel 1954.

## Trama
La storia, narrata in prima persona dalla padrona della protagonista (la serva Maria, che dà il nome al libro), ha inizio con il primo incontro fra le due donne. Maria, assunta perché si prenda cura della casa e del figlio neonato, trascorre diversi anni al servizio della donna e di suo marito Pietro, ma soprattutto crea un fortissimo legame affettivo con il bambino. La narratrice, di estrazione borghese, viene col tempo a conoscenza della famiglia della sua fedele serva, proveniente dal mondo contadino. Si moltiplicano così le vicende riguardo ai numerosi parenti di Maria, come quella dell'amatissimo e sfortunato nipote Fredo o quella della cugina Margherita, madre di due figli e separata dal marito Milio. Ad un certo punto Maria decide di lasciare la casa dei padroni per vivere con lo zio, chiamato Barba, ritrovatosi a vivere da solo. Nonostante la guerra, la narratrice mantiene i contatti con lei, che, ormai ridotta in povertà, è costretta a lavorare senza sosta e a sottostare alle richieste dello zio. Fra i molti dispiaceri che quotidianamente si trova a sopportare, le è però di grande consolazione, dopo tanti anni di separazione, la visita del ragazzo che ella in passato ha accudito fin dalla nascita e al quale è rimasta sempre affezionata.

## Edizioni
- Lalla Romano, Maria, collana I gettoni, Torino, Einaudi, 1953.
- Lalla Romano, Maria, collana I coralli, Torino, Einaudi, 1965.
- Lalla Romano, Maria, collana Letture per la scuola media, Presentazione e Note dell'autrice, Torino, Einaudi, 1973.
- Lalla Romano, Maria, collana Nuovi Coralli, Torino, Einaudi, 1980.
- Lalla Romano, Maria, Opere, collana I Meridiani, a c. di Cesare Segre, Milano, Mondadori, 1991.
- Lalla Romano, Maria, collana Einaudi Tascabili, Postfazione di Giorgio Zampa, Torino, Einaudi, 1995.